# Паники (Рязанская область)
Паники — село в Сараевском районе Рязанской области России, входит в состав Сысоевского сельского поселения.

## Географическое положение
Село расположено на берегу реки Вёрда в 7 км на юг от центра поселения села Сысои и в 4 км на север от райцентра посёлка Сараи.

## История
Красный Бузулук в качестве села с часовней св. страстотерпца Димитрия упоминается в окладных книгах 1676 года. Построение на месте часовни церкви Дмитриеской относится к концу XVII века. Вторично церковь того же храмонаименования построена была в 1752 году, в 1817 году помещик Сукочев просил о дозволении перекрыть церковь, в 1823 году благочинный доносил епархиальному начальству о самовольном построении в селе колокольни иер. Алексеем Алексеевым. В 1873 году прихожанами построена новая деревянная Дмитриевская церковь.
В XIX — начале XX века село входило в состав Сараевской волости Сапожковского уезда Рязанской губернии. В 1906 году в селе было 211 дворов.
С 1929 года село являлось центром Паниковского сельсовета Сараевского района Рязанского округа Московской области, с 1937 года — в составе Рязанской области, с 2005 года — в составе Сысоевского сельского поселения.

## Население
| 1859 | 1897  | 1906  | 2010 |
| ---- | ----- | ----- | ---- |
| 833  | ↗1213 | ↗1330 | ↘384 |